# Alángium čínské

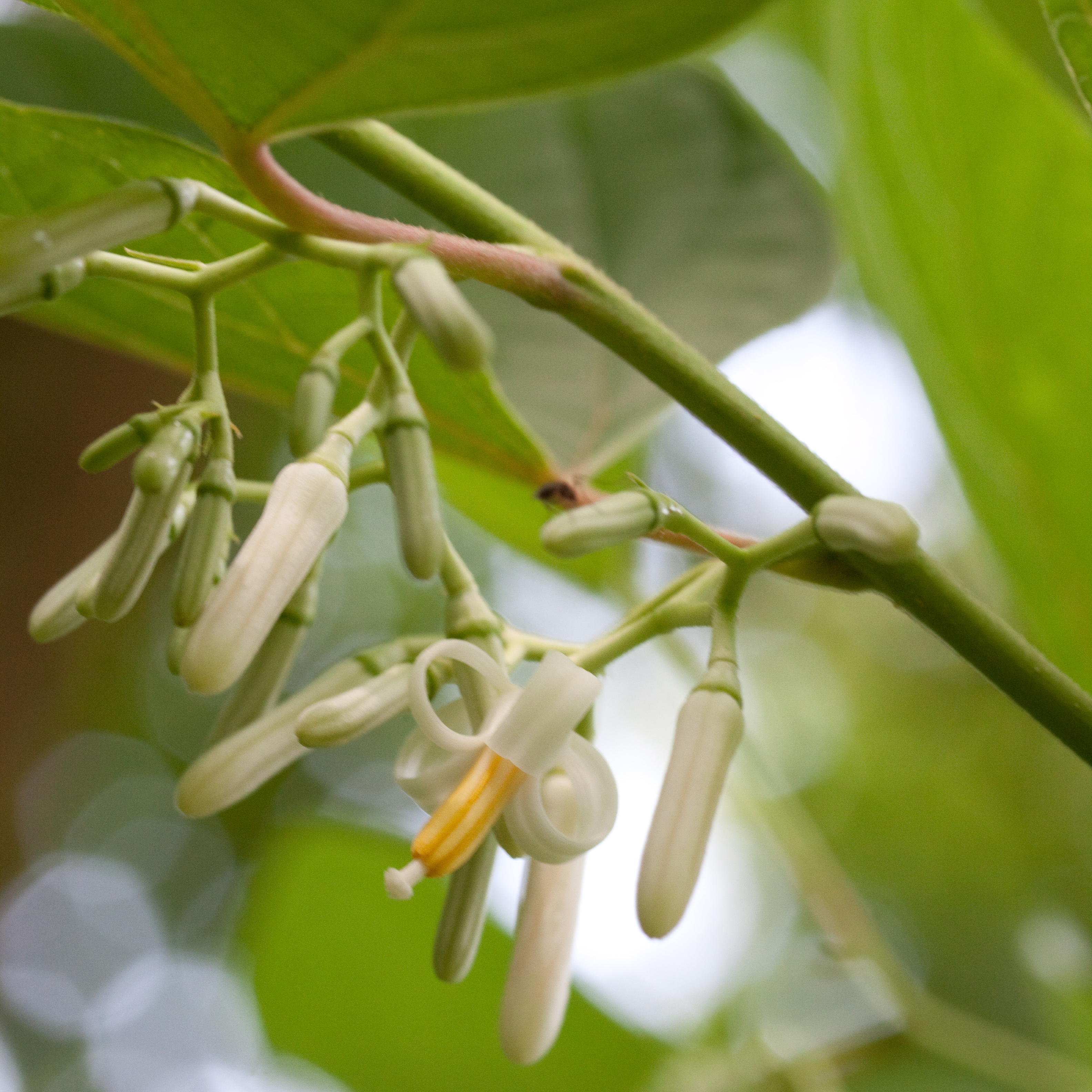
Pohled na květenství

Alángium čínské (Alangium chinense) je stálezelený strom nebo keř, jeden z asi 25 druhů rodu alángium vyskytující se v jižní, střední a jihovýchodní Asii a tropické Africe. Na místech s výhodným podnebím a výživnou půdou vyrůstá jako strom průměrně do výšky 8 m, jinak se vyskytuje jako nepříliš rozvětvený keř.

## Ekologie
Je rychle rostoucí průkopnický druh vyskytující se převážně v  narušených nížinných a horských lesích, od hladiny moře až po nadmořskou výšku okolo 2000 m v Africe a do 3000 m v asijské Himálaji. Je vhodnou dřevinou pro dobře odvodněná místa a půdy jež mohou být písčité, hlinité i jílovité, kyselé, neutrální i zásadité. Špatně roste ve stínu, potřebuje osluněné stanoviště, nesnáší pokles teploty k bodu mrazu. Na asijské severní polokouli kvete v červnu a červenci a plody dozrávají od srpna do listopadu. Ploidie druhu je 2n = 22.

## Rozšíření
Dřevina roste jako původní druh v tropické a subtropické Asii od Indického subkontinentu přes Čínu a Tchaj-wan do Thajska, Vietnamu, Indonésie a na Filipíny. V Africe se vyskytuje v tropech a subtropech od Súdánu a Etiopie na severu po Angolu, Zambií, Zimbabwe a Mosambik na jihu kontinentu. Ve střední Evropě ve volné přírodě neroste, na překážku je zimní pokles teplot, ke zdárnému růstu potřebuje teplé, chráněné místo s dostatečnou letní vlhkostí.

## Popis
Kůra kmene o průměru do 30 cm je hladká, šedivá, větvičky jsou lysé nebo přitisklé krátce chlupaté, internodia mezi řapíkatými listy bývají 2 až 8 cm dlouhá. Čepele svěže zelených, neopadavých, v mládí pýřitých listů mají načervenalé řapíky dlouhé 2 až 6 cm. Čepele dlouhé 5 až 30 cm a široké 3 až 28 cm jsou eliptické, vejčité či okrouhlé, od šikmé báze jsou celistvé nebo celokrajné či nehluboko laločnaté, na vrcholu zašpičatělé, někdy bývají nesymetrické a jsou výrazně tří až devíti žilné.
Sladce vonné, asi 2 cm velké květy s čárkovitými, 3 mm listeny a stopkami 20 mm dlouhými vytvářejí v počtu pěti až pětadvaceti řídká, někdy až čtyřvětvá, koncová vrcholičnatá květenství dlouhá 20 až 80 mm. Kališní lístky květů jsou 3 až 6 mm velké a jejich válcovitá trubka, dlouhá okolo 2 mm, je pětizubá a vytrvalá. Zvonkovitá koruna má lístky ve tvaru řemínku, jsou krémové nebo bílé či bledě žluté, je jich pět až osm, bývají 8 až 14 cm dlouhé a jsou nazpět stočené. V květu je stejný počet tyčinek jako korunních lístků a nesou podlouhlé, úzce čárkovité žluté prašníky se dvěma pylovými váčky, mezi prašníky vyčnívá čnělka s nevýrazně laločnatou bliznou. Spodní, válcovitý, jedno či dvoudílný semeník je asi 8 mm dlouhý. Květy produkují hodně nektaru sbíraného včelami, které zajišťují opylení.
Rostliny alángia čínského se na tak rozlehlém areálu od sebe odlišují. Africké dřeviny mají obvykle listy po obvodě celistvé a semeník jednodílný, kdežto u asijských jsou listy zubaté či nehluboko laločnaté a semeník je dvoudílný.
Plod je jedno nebo dvoupouzdrá, žlutozelená, bočně stlačená, kulovitá nebo elipsoidní peckovice s vytrvalým kalichem, až 10 mm dlouhá a 6 mm široká. Obsahuje jedno či dvě semena s tvrdým oplodím, která mají hodně endospermu a spolehlivě klíčí. Druh se dobře rozmnožuje osivem nebo řízky z vyzrálého dřeva. Semena jsou šířena ptáky konzumující dužnaté oplodí.

## Význam
Dřevo stromu je barvy od bílé po šedou a mívá různé odstíny hnědé, jeho jádro není zřetelně ohraničeno od bělu. Dřevo je měkké a lehké, měrnou hmotnost má asi 420 kg/m³. Není trvanlivé a nepoužívá se pro venkovní účely, zvláště když je v kontaktu se zemí. Snadno se opracovává, lehce se ohýbá a dobře se leští nebo lakuje. Trámy se používají při stavbě nenáročných domů, drobnější kusy dřeva se často používají v řezbářství, dělají se z něj intarzie, rukojeti nožů, mečů i běžného nářadí, nebo se z něj vyřezávají ozdobné náramky na ruce a nohy, zdobené jídelní hůlky, vycházkové hole i cvičné zbraně.
Dřevina je také využívána v místní medicíně. Prášek z rozdrcených kořenů se používá proti bolestem hlavy, odvar z listů proti nemocem žaludku a jako projímadlo. Macerovaná kůra sloužívá k léčbě kožních nemocí a odvar z mladých větviček k tišení duševních chorob. Kořeny obsahují alkaloid anabasin mající neuromuskulární blokující účinek, kterého se mj. používá v  jedu na krysy, jimž po požití ochabnou dýchací svaly. U lidí se kořeny užívají jako karminativum, při revmatismu nebo uštknutí hadem. Rozdrcené kořeny se ve formě těsta užívají k obalení vykloubených kostí, aby jim pomohly v usazení do původní polohy. Semena obsahují olej, jenž se po vylisování používá ke svícení.
Alángium čínské je významná medonosná rostlina. Keře se vysazují do hraničních živých plodů, které dobře rostou i bez řezu. Strom často samovolně vyrůstá na mýtinách po vykácených lesních velikánech. Je rychle rostoucí, nenáročný, přirozený průkopnický druh, který má potenciál pro využití v projektech rychlé obnovy smíšených porostů.